# HMVS Cerberus
La HMVS Cerberus era una nave corazzata a torri costruita per la Royal Victorian Navy nel 1867 rimasta in servizio fino al 1924 con la Royal Australian Navy.

## Progettazione

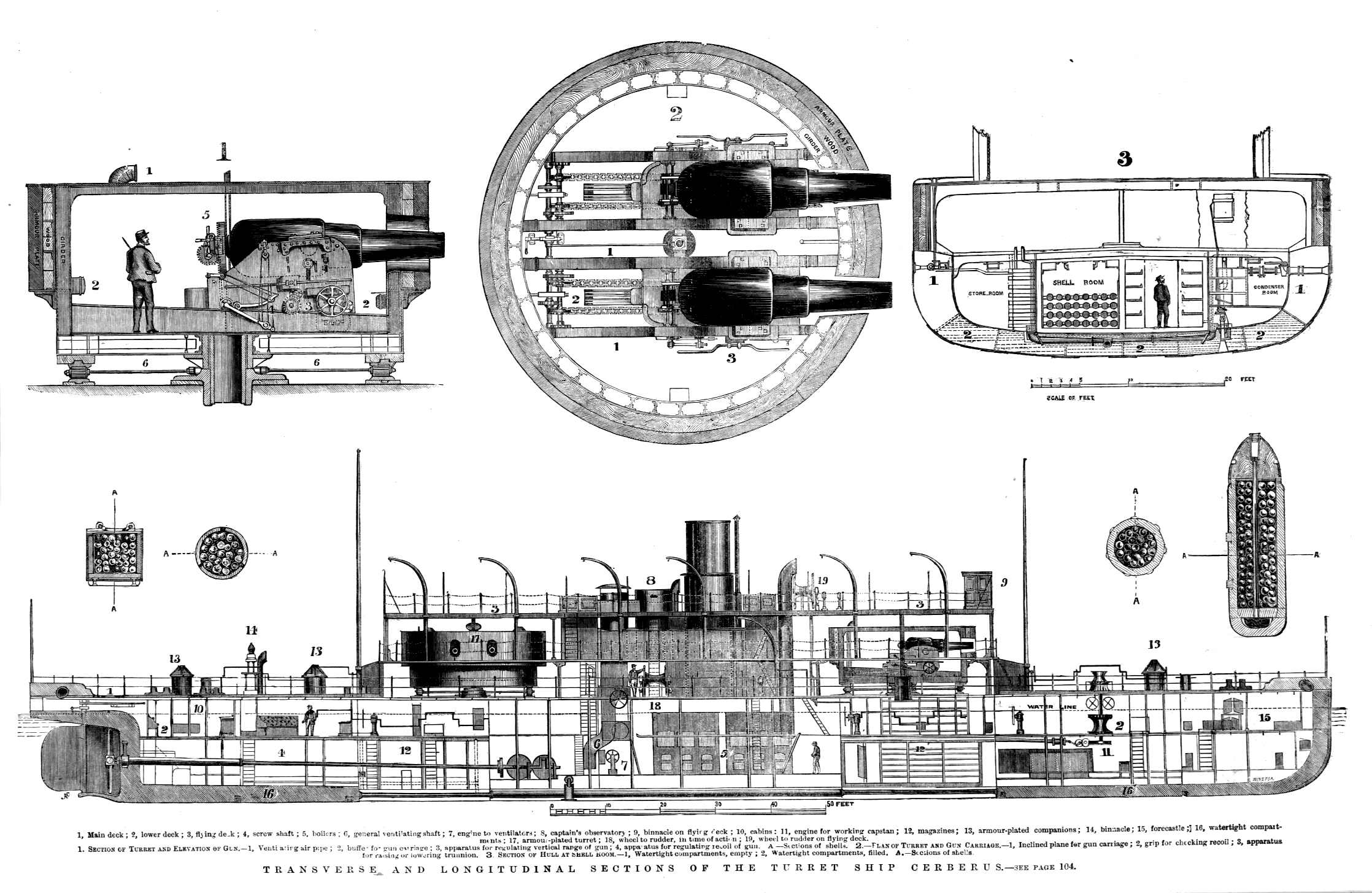
Sezione trasversale e longitudinale da una stampa del 1871

La Cerberus era una nave da guerra tecnologicamente molto avanzata per il periodo in cui fu costruita. Fu la prima nave di costruzione britannica ad essere propulsa esclusivamente a vapore e a rinunciare ad alberi e sartiame, caratteristica che le consentiva di alloggiare l'armamento principale in due torri corazzate rotanti. Ciò costituiva un enorme passo in avanti e spianò la strada alla realizzazione di navi di linea con un armamento disposto in modo analogo.
La propulsione a vapore costituiva però uno svantaggio in termini di raggio d'operazione, dato che le macchine dell'epoca non erano ancora in grado di fornire prestazioni elevate. Per questo motivo la nave fu concepita ed impiegata come corazzata costiera, in modo da non doversi mai allontanare troppo dalla base di partenza, data anche la scarsa capacità di tenere il mare.
Il progetto fu concepito da Edward James Reed, responsabile delle costruzioni della Royal Navy. Furono costruite complessivamente sette navi della classe Cerberus e vennero tutte impiegate nella difesa costiera della colonie britanniche. L'unità capoclasse, costruita dei cantieri navali Palmer Shipbuilding & Iron Co. situati presso il fiume Tyne in Inghilterra, fu varata il 2 dicembre 1868 e completata nel settembre 1870.
Le due eliche erano mosse da due macchine a vapore bicilindriche costruite dalla ditta Maudsley and Company. I cilindri avevano un diametro di 4" (1,1 m) , una corsa di 27 pollici (0,69 m) ed erano serviti da quattro caldaie a vapore capaci di sviluppare una pressione di 30 lb/m² (207 kPa).

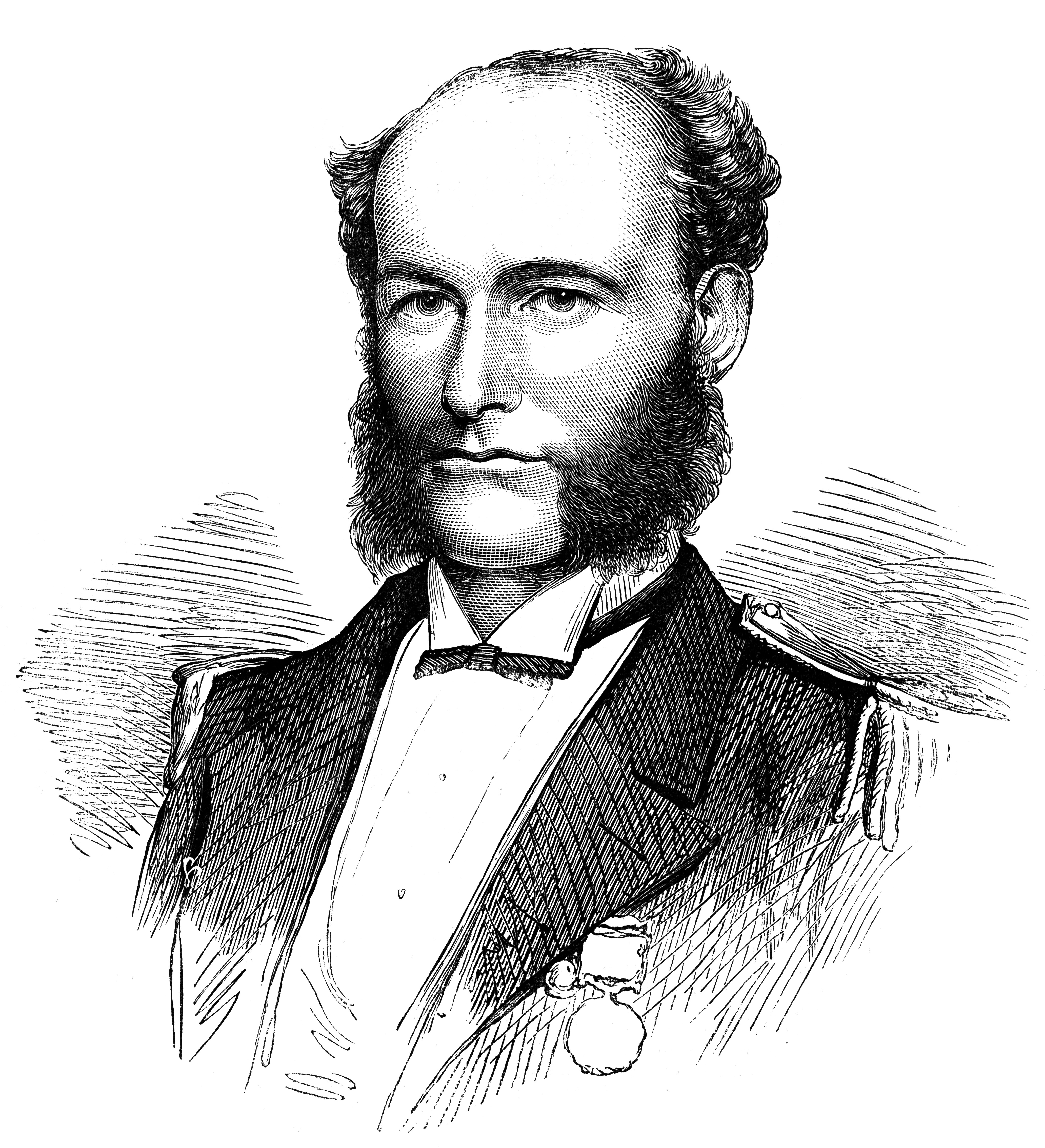
Captain William Henry Panter (1841–1915), first commander of Cerberus (1870–1877)

La nave venne registrata inizialmente come naviglio mercantile.
Per prepararla al lungo viaggio intorno al mondo fino alla località di assegnazione, la Cerberus fu dotata di diverse strutture provvisorie, come un ponte superiore e pareti rialzate, per consentirle di tenere meglio il mare. Inizialmente la nave salpò da Chatham verso melbourne il 29 ottobre 1870, ma dovette rientrare in seguito ad una tempesta. Dopo questa esperienza furono inoltre innalzati tre alberi per fruire della propulsione a vela, qualora necessario, per conferire una maggiore governabilità alla nave. Al comando del tenente di vascello Panter, che sarebbe rimasto in carica anche per i successivi sette anni, la Cerberus arrivò nell'Oceano Indiano passando per il canale di Suez, facendo molte tappe per rifornirsi di carbone (tra le altre Gibilterra, Malta, Aden, Galle). I depositi della nave avevano una capacità di sole 240 tonnellate di combustibile, sufficienti appena per dieci giorni di navigazione alla velocità di sei nodi. Dato il pescaggio ridotto, la nave pativa un marcato rollio in caso di mare grosso.
La Cerberus ripartì per la seconda volta il 7 novembre, ma questa volta riuscì a proseguire la rotta verso Suez. Attraversato il Canale di Suez (e per farlo la nave innalzò la bandiera da guerra dello stato di Victoria invece della Red Ensign in modo da poter fruire dei passaggi riservati alle navi da guerra che avevano una precedenza rispetto ai mercantili). Il suo fondo piatto implicava un elevato rollio del monitore, in alcuni casi fino ai 40° dalla linea di centronave in cattivo tempo. L'equipaggio si ammutinò in varie occasioni durante il viaggio.
Nonostante le difficoltà, la Cerberus raggiunse indenne Melbourne il 9 aprile 1871.

## Servizio
La nave al suo ingresso in servizio era la più potente tra quelle delle varie marine degli stati che componevano la federazione australiana.

### Libri
- G. A., Admiral Ballard, The Black Battlefleet, Annapolis, MD, Naval Institute Press, 1980, ISBN 0-87021-924-3.
- John Bastock, Australia's Ships of War, Cremorne, NSW, Angus and Robertson, 1975, ISBN 0-207-12927-4, OCLC 2525523.
- Robert Gardiner, Roger Chesneau e Eugene M. Kolesnik (a cura di), Conway's All the World's Fighting Ships: 1860–1905, London, Conway Maritime Press, 1979, ISBN 0-85177-133-5.
- Ross Gillett, Australian and New Zealand Warships, 1914-1945, Lane Cove, NSW, Doubleday Australia, 1983, ISBN 0-86824-095-8, OCLC 11496517.
- Ross Gillett, Warships of Australia, MacDougall, Anthony; Graham, Colin (illustrations), Adelaide, SA, Rigby, 1977, ISBN 0-7270-0472-7, OCLC 4466019.
- Richard A. Gould, Archaeology and the social history of ships, Cambridge University Press, 2000, ISBN 0-521-56789-0.
- Heritage Division, Australia's National Heritage (PDF), 2nd, Canberra, ACT, Australian Government Department of the Environment, Water, Heritage and the Arts, 2010, ISBN 978-1-921733-02-4, OCLC 553788235. URL consultato il 4 giugno 2010.
  - The individual page can also be found here.
- John Laws e Christopher Stewart, It doesn't end there, Sydney, NSW, Pan Macmillan Australia, 2006, ISBN 1-4050-3753-9, OCLC 181630749.
- Lincoln P. Paine, Warships of the World to 1900, Ships of the World, Boston, MA, Houghton Mifflin Harcourt, 2000, ISBN 0-395-98414-9, OCLC 44128247.
- John V. Quarstein, A history of ironclads: the power of iron over wood, Charleston, SC, The History Press, 2006, ISBN 1-59629-118-4, OCLC 71223166.
- Mark Staniforth e Michael Nash, Maritime Archaeology: Australian Approaches, Springer Series in Underwater Archaeology, New York, Springer, 2008, ISBN 978-0-387-76985-1, OCLC 191752780.
- David Stevens, The Genesis of the Australian Navy, in Stevens, David (a cura di), The Royal Australian Navy, The Australian Centenary History of Defence (vol III), South Melbourne, VIC, Oxford University Press, 2001, ISBN 0-19-555542-2, OCLC 50418095.

### Articoli e notizie giornalistiche
- David King, Race Against Time for Iron Breastwork Monitor, in Maritime Life & Traditions, n. 29, dicembre 2005,  p. 71, ISSN 1467-1611 (WC · ACNP).
- Mel Mitchell, Urban Geology and Geomorphology of the City and Suburbs of Melbourne: A Mid-IAG Conference Field Trip, in Quaternary Australasia, vol. 26, n. 2, dicembre 2009,  pp. 23-25, ISSN 0811-0433 (WC · ACNP).
- Kylie Northover, Cerberus protection group gets sinking feeling, in The Age, 30 aprile 2012. URL consultato il 30 aprile 2012.
- Jan Penney, The Creswick mining disaster of 1882: a story of loss, mateship and courage, in Victorian Historical Journal, vol. 72, n. 1-2, settembre 2001,  pp. 187-203, ISSN 1030-7710 (WC · ACNP).
- A Torpedo Calamity: A Boat's Crew Blown Up, in The Argus, 7 marzo 1881,  p. 6. URL consultato il 30 aprile 2012.
- The Torpedo Calamity, in The Argus, 7 maggio 1881,  p. 9. URL consultato il 30 aprile 2012.
- HMVS Cerberus, Black Rock, in Victorian News, National Trust, agosto 2011. URL consultato il 30 aprile 2012.

### Stampa
- Funding Boost helps protect HMVS Cerberus (PDF), su environment.gov.au, Peter Garrett, Federal Minister for the Environment, 25 luglio 2008. URL consultato il 20 febbraio 2011.
- $80,000 Heritage Grant To Protect Historic Wreck, Mary Delahunty, Victorian Minister for Planning, 13 ottobre 2004.

### Siti
- Protest Abandoning Bracing of HMVS Cerberus, su cerberus.com.au, Friends of the Cerberus. URL consultato il 26 aprile 2012 (archiviato dall'url originale il 27 maggio 2012).